# 外山村 (岐阜県)
外山村（とやまむら）はかつて岐阜県本巣郡に存在した村である。かつての本巣町の北部にあたり、根尾川上流に該当する。
村名は、かつてこの地域に存在した郷の名、外山郷に由来する。

## 歴史
- 江戸時代、この地域は本巣郡であり、大垣藩領であった。
- 1875年（明治7年） - 川内村と木倉村が合併し、外山村となる。
- 1889年（明治22年）7月1日 - 町村制により外山村が村制施行。
- 1897年（明治30年）4月1日 - 金原村・神海村・木知原村・佐原村・日当村と合併し、改めて外山村となる。
- 1956年（昭和31年）9月30日 - 本巣村と合併。
- 1969年（昭和44年）2月1日 - 岐阜市と本巣町で境界変更。旧・外山村の一部（伊洞地区）が岐阜市に編入される。

## 学校
- 外山村立神海小学校
- 外山村立金原小学校
  - 1967年に統合。現・本巣市立外山小学校
- 外山村立外山中学校

## 交通
- 本巣村と合併後、国鉄、樽見鉄道の樽見線の延長に伴い、外山村の村域には以下の駅が開業している。
  - 木知原駅、美濃神海駅（現・神海駅）、鍋原駅、日当駅